# Dipartimento di Futaleufú
Futaleufú è un dipartimento argentino, situato nella parte occidentale della provincia del Chubut, con capoluogo Esquel.

## Geografia fisica
Esso confina a nord con il dipartimento di Cushamen, a est e sud con il dipartimento di Languiñeo e ad ovest con la repubblica del Cile.
Il dipartimento fa parte della comarca de Los Andes.

## Società

### Evoluzione demografica
Secondo il censimento del 2010, su un territorio di 9.435 km², la popolazione ammontava a 43.076 abitanti, con un aumento demografico del 14,7% rispetto al censimento del 2001.
Abitanti censiti

## Amministrazione
Nel 2001 il dipartimento comprendeva:
- 2 comuni (municipios) di prima categoria: Esquel e Trevelin;
- 1 comune di seconda categoria: Corcovado
- 1 comune rurale (comuna rural): Cerro Centinela.